# Lijst van belangrijke personen uit de Tweede Wereldoorlog
Dit is een lijst van hoofdrolspelers of anderszins belangrijke personen uit de Tweede Wereldoorlog, gerangschikt per land. 

## Albanië
- Zog I van Albanië

## België
- Lilian Baels
- Staf de Clercq
- Léon Degrelle
- Elisabeth in Beieren
- Karel van België
- Leopold III van België
- Hubert Pierlot
- Jean-Baptiste Piron
- Charles Schepens
- Cyriel Verschaeve

## Bulgarije
- Boris III van Bulgarije
- Bogdan Filov
- Kimon Georgiev
- Aleksandar Tsankov

## Canada
- Harry Crerar
- William Lyon Mackenzie King
- Leo Major

## China
- Chiang Kai-shek
- Mao Zedong
- Wang Tsjing-Wei

## Denemarken
- Christiaan X van Denemarken

## Duitsland
- Artur Axmann
- Klaus Barbie
- Gunther Blumentritt
- Martin Bormann
- Wernher von Braun
- Hans Calmeyer
- Wilhelm Canaris
- Karl Dönitz
- Adolf Eichmann
- Friedrich Engel
- Alexander von Falkenhausen
- Hermann Fegelein
- Ferdinand aus der Fünten
- Joseph Goebbels
- Hermann Göring
- Heinz Guderian
- Rudolf Hess
- Reinhard Heydrich
- Heinrich Himmler
- Adolf Hitler
- Rudolf Höss
- Alfred Jodl
- Wilhelm Keitel
- Albert Kesselring
- Joseph Kotalla
- Willy Lages
- Erich von Manstein
- Josef Mengele
- Willy Messerschmitt
- Walter Model
- Heinrich Müller
- Friedrich Paulus
- Max Planck
- Erich Raeder
- Joachim von Ribbentrop
- Erwin Rommel
- Gerd von Rundstedt
- Baldur von Schirach
- Arthur Seyss-Inquart
- Albert Speer
- Erich von Manstein
- Claus Schenk von Stauffenberg
- Julius Streicher
- Walther Wenck
- Kurt Zeitzler
- Eva Braun

## Finland
- Carl Gustaf Mannerheim
- Rolf Witting

## Frankrijk
- Léon Blum
- René Bousquet
- Édouard Daladier
- François Darlan
- Joseph Darnand
- Maurice Gamelin
- Charles de Gaulle
- Henri Giraud
- Pierre Laval
- Albert Lebrun
- Jean Leguay
- Maurice Papon
- Philippe Pétain
- Paul Reynaud
- Paul Touvier

## Griekenland
- George II van Griekenland

## Hongarije
- Miklós Horthy
- Ferenc Szálasi

## Irak
- Rasjid Ali al-Gailani
- Faisal II van Irak
- Amin al-Hoesseini
- Abdul Karim Qassem
- Nuri al-Said

## Italië
- Pietro Badoglio
- Italo Balbo
- Emilio De Bono
- Galeazzo Ciano
- Roberto Farinacci
- Dino Grandi
- Rodolfo Graziani
- Benito Mussolini
- Achille Starace
- Victor Emanuel III van Italië

## Japan
- Hirohito
- Kuniaki Koiso
- Fumimaro Konoe
- Yosuke Matsuoka
- Hideki Tojo
- Isoroku Yamamoto

## Joegoslavië
- Mile Budak
- Draža Mihailović
- Milan Nedić
- Paul van Joegoslavië
- Ante Pavelić
- Peter II van Joegoslavië
- Dinko Šakić
- Tomislav II van Kroatië
- Tito (Josip Broz)

## Luxemburg
- Charlotte van Luxemburg

## Nederland
- Prins Bernhard
- Jan Beelaerts van Blokland
- Karel Doorman
- Gerard Dogger
- Louis Einthoven
- Anne Frank
- Otto Frank
- Dirk Jan de Geer
- Pieter Gerbrandy
- Erik Hazelhoff Roelfzema
- Peter Tazelaar
- Chris Krediet
- Johannes Kolf
- Jacob Luitjens
- Gezina van der Molen
- Anton Mussert
- Miep Oranje
- Willem Poorterman
- Johannes en Marinus Post
- Jan de Quay
- Henk van Randwijk
- Meinoud Rost van Tonningen
- François van 't Sant
- Hannie Schaft
- Jan Schouten (politicus)
- Frits Slomp
- Frans Smits
- Bram van der Stok
- Anton de Kom
- Wim Speelman
- Carel Steensma
- Koningin Wilhelmina
- Henri Winkelman

## Noorwegen
- Rut Brandt
- Haakon VII van Noorwegen
- Vidkun Quisling

## Oekraïne
- Iwan Demjanjuk

## Oostenrijk
- Alois Brunner
- Ernst Kaltenbrunner
- Hanns Albin Rauter
- Kurt Schuschnigg
- Josef Schwammberger
- Arthur Seyss-Inquart
- Otto Skorzeny
- Franz Stangl
- Simon Wiesenthal

## Palestina
- Amin al-Hoesseini

## Polen
- Bolesław Bierut
- Władysław Gomułka
- Stanisław Maczek
- Witold Pilecki
- Anthony Sawoniuk
- Władysław Sikorski
- Stanisław Sosabowski
- Leopold Trepper

## Roemenië
- Ion Antonescu

## Slowakije
- Ladislav Nižňanský
- Jozef Tiso

## Sovjet-Unie
- Ivan Konev
- Vjatsjeslav Molotov
- Jozef Stalin
- Andrej Vlasov
- Georgi Zjoekov
- Lavrenti Beria
- Maksim Litvinov
- Nikolaj Koeznetsov
- Semjon Timosjenko
- Konstantin Rokossovski
- Vasili Tsjoejkov

## Suriname
- Anton de Kom

## Tsjechië
- Konrad Henlein

## Verenigd Koninkrijk
- Clement Attlee
- Neville Chamberlain
- Winston Churchill
- Miles Dempsey
- Anthony Eden
- Euan Rabagliatti
- George VI van het Verenigd Koninkrijk
- Bernard Montgomery
- Oswald Mosley
- Harold Alexander
- Arthur Harris ("Bomber Harris")
- Hugh Dowding

## Verenigde Staten

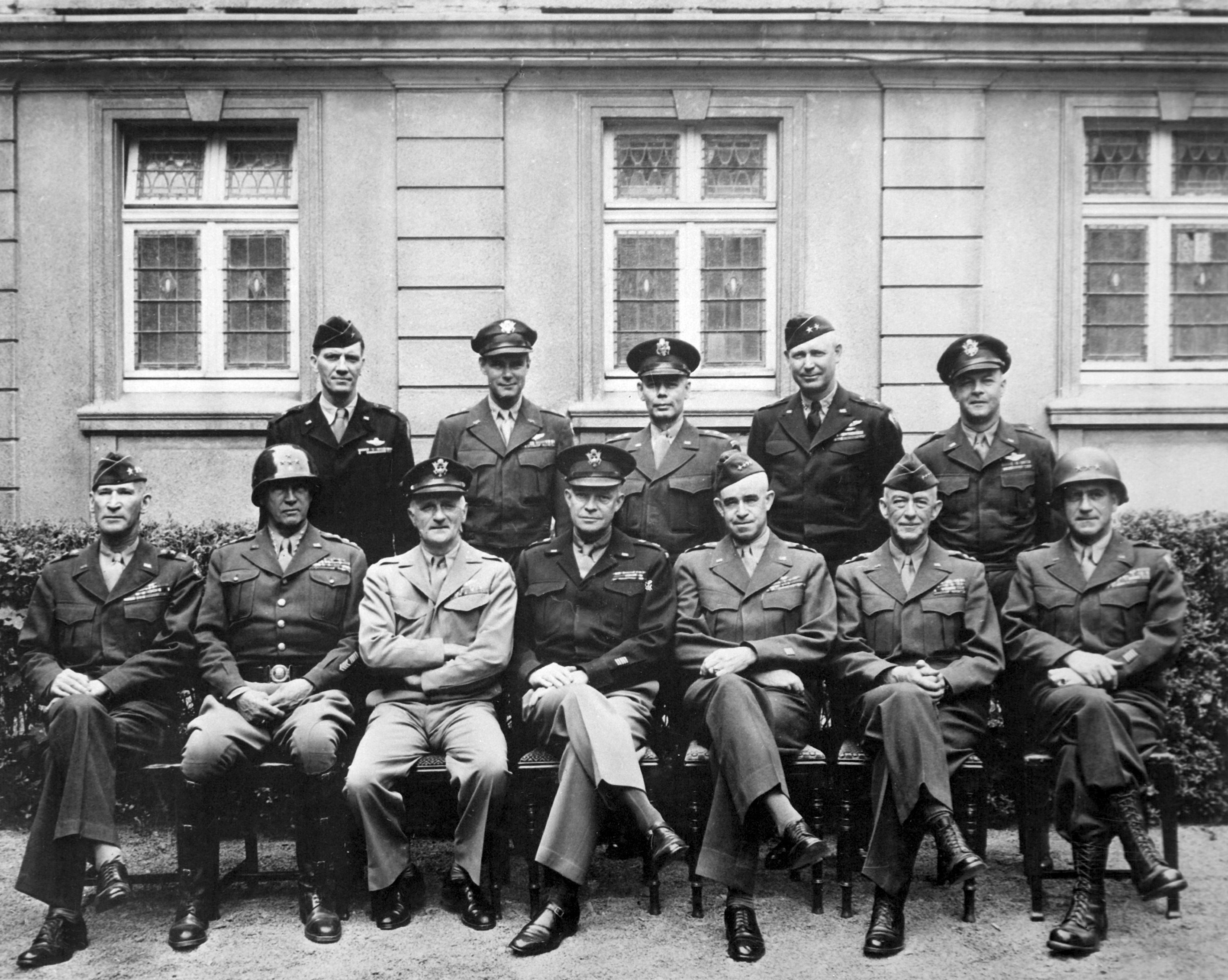
Amerikaanse generaals in 1945. v.l.n.r. zittend: William H. Simpson, George Patton, Carl Spaatz, Dwight D. Eisenhower, Omar Bradley, Courtney Hodges en Leonard Gerow; staand: Ralph Stearley, Hoyt Vandenberg, Walter Bedell Smith, Otto Weyland en Richard Nugent

- Henry Arnold
- Omar Bradley
- Jimmy Doolittle
- Dwight Eisenhower
- Aubrey Fitch
- Frank Jack Fletcher
- Courtney Hodges
- Ernest King
- Frank Knox
- Douglas MacArthur
- George Marshall
- Chester Nimitz
- Robert Oppenheimer
- George Patton
- Franklin Delano Roosevelt
- Harry S. Truman
- Henry Woodring

## Zweden
- Folke Bernadotte
- Raoul Wallenberg